# شته مو

شته مو

شته مو (نام علمی: Dactylosphaera vitifoliae) نام یک گونه از راسته نیم‌بالان است.